# 2767 Takenouchi
2767 Takenouchi (1967 UM) là một tiểu hành tinh vành đai chính được phát hiện ngày 30 tháng 10 năm 1967 bởi L. Kohoutek ở Bergedorf.